# DDT (polski zespół muzyczny)
DDT – polska grupa punkrockowa pochodząca z Trójmiasta, znana ze szczególnie antykomunistycznych tekstów piosenek. Powstała w 1981 formacja założona została przez muzyków zespołu Deadlock II. Wówczas zespół grał w Domu Kultury – popularnym „Burdlu” – na gdańskim Suchaninie. Wspólnie z innymi lokalnymi grupami muzycznymi DDT zapoczątkował funkcjonowanie inicjatywy znanej jako Gdańska Scena Alternatywna.

## Historia
Zespół zaczynał działalność jeszcze jako Bezzsens w okolicach 1979. Początkowo formacja przeprowadzała próby w garażu. W okolicach 1981 grupa zaczęła funkcjonować pod nazwą DDT. Wówczas zespół zaczął grać w nieistniejącym już gdańskim Domu Kultury, popularnie nazywanym „Burdl”. Było to miejsce sobotnich dyskotek, jednak w tym czasie zapoczątkowana została scena muzyczna, która stała się powszechnie znana jako Gdańska Scena Alternatywna. Tam odbywały się także pierwsze koncerty DDT. W latach 1983–1986 zespół przerwał swą działalność. W latach osiemdziesiątych zespół miał utrudnioną działalność przez PRL-owską cenzurę, czego powodem były ostre politycznie i antykomunistyczne teksty. DDT zakończył działalność w 1987 koncertem w sopockiej Operze Leśnej. Członkowie formacji utworzyli później zespół Po Prostu. Na początku 2008 grupa DDT została reaktywowana.

## Dyskografia
Albumy
- Fundament Socjalizmu (2009)[4]
- Postawione na głowie (2009)[5]
- lubisz to suko (2012)[6][7]

Bootlegi
- Koncert Gdańsk klub „Akwen” – MC (1983)
- Koncert Gdańsk „Dom Kolejarza” – MC (1987)